# Belden Motor Car Company
Belden Motor Car Company war ein US-amerikanischer Hersteller von Automobilen.

## Unternehmensgeschichte
E. H. Belden gründete 1907 das Unternehmen zur Automobilproduktion in Pittsburgh in Pennsylvania. Der Markenname lautete Belden. Im ersten Jahr entstand nur ein Prototyp, und auch 1908 lief die Serienproduktion noch nicht. 1909 beliefen sich die Produktionspläne auf 100 Fahrzeuge. 1911 endete die Produktion.

## Fahrzeuge
Der Prototyp von 1907 hatte einen Vierzylindermotor mit 30 PS Leistung. Das Fahrgestell hatte 315 cm Radstand. Darauf wurde eine siebensitzige Tourenwagenkarosserie montiert.
Ab 1908 standen jeweils zwei Modelle mit Sechszylindermotor im Angebot, von denen das Model A gewöhnlich stärker und länger war.
Für das Model A ist 1908 ein Motor mit 40/50 PS angegeben, 1909 40/60 PS und danach 70 PS. Der Radstand betrug im ersten Jahr 323 cm, im zweiten Jahr 335 cm und danach 345 cm. Im ersten Jahr gab es nur einen fünfsitzigen Tourenwagen und ein siebensitziges Town Car, 1909 sowohl einen siebensitzigen Tourenwagen als auch einen fünfsitzigen Overland-Tourenwagen, 1910 nur noch den offenen Siebensitzer und im letzten Jahr siebensitzige Tourenwagen und Limousinen.
Das Model B war in den ersten beiden Jahren mit 40/60 PS und danach mit 50 PS angegeben. Der Radstand betrug zunächst 305 cm und ab 1910 335 cm. Der dreisitzige Roadster der ersten beiden Jahre wurde 1910 durch zwei- und viersitzige Ausführungen ersetzt. 1911 standen viersitziger Tourenwagen-Roadster, fünfsitziger Tourenwagen-Tonneau und sechssitzige Limousine zur Wahl.

## Modellübersicht
| Jahr | Modell  | Zylinder | Leistung (PS) | Radstand (cm) | Aufbau                                                                          |
| ---- | ------- | -------- | ------------- | ------------- | ------------------------------------------------------------------------------- |
| 1907 | Four    | 4        | 30            | 315           | Tourenwagen 7-sitzig                                                            |
| 1908 | Model A | 6        | 40/50         | 323           | Tourenwagen 5-sitzig, Town Car 7-sitzig                                         |
| 1908 | Model B | 6        | 40/60         | 305           | Roadster 3-sitzig                                                               |
| 1909 | Model A | 6        | 40/60         | 335           | Tourenwagen 7-sitzig, Overland Tourenwagen 5-sitzig                             |
| 1909 | Model B | 6        | 40/60         | 305           | Roadster 3-sitzig                                                               |
| 1910 | Model A | 6        | 70            | 345           | Tourenwagen 7-sitzig                                                            |
| 1910 | Model B | 6        | 50            | 335           | Roadster 2- und 4-sitzig                                                        |
| 1911 | Model A | 6        | 70            | 345           | Tourenwagen 7-sitzig, Limousine 7-sitzig                                        |
| 1911 | Model B | 6        | 50            | 335           | Tourenwagen-Roadster 4-sitzig, Tourenwagen-Tonneau 5-sitzig, Limousine 6-sitzig |